# Losing to Win
Losing to Win è un cortometraggio muto del 1911 diretto da Sidney Olcott e interpretato da Jack J. Clark e da Gene Gauntier.

## Produzione
Il film fu prodotto dalla Kalem Company. Venne girato in Irlanda, a Beaufort, nella contea di Kerry, nel porto di New York e a bordo della nave SS Baltic.

## Distribuzione
Distribuito dalla General Film Company, il film - un cortometraggio di una bobina - uscì nelle sale cinematografiche statunitensi il 20 settembre 1911.